# Leymus secalinus
Leymus secalinus là một loài thực vật có hoa trong họ Hòa thảo. Loài này được (Georgi) Tzvelev mô tả khoa học đầu tiên năm 1968.